# Jacques Bongars

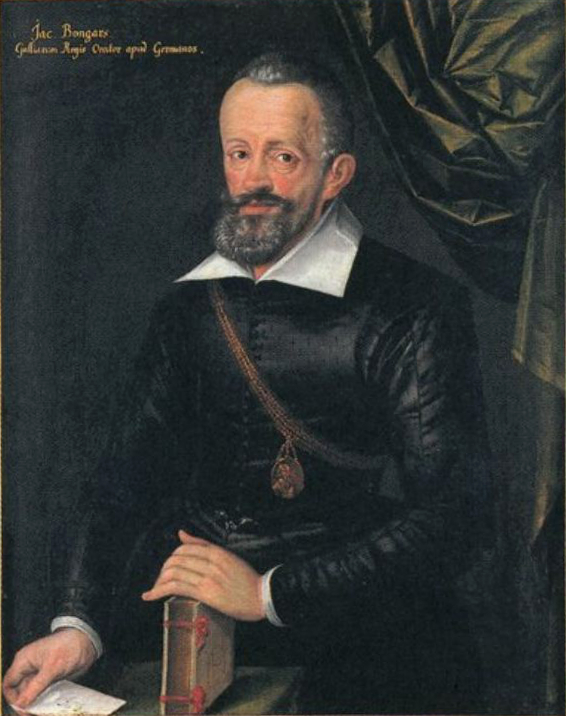
Jacques Bongars

Jacques Bongars (* 1554 in Orléans; † 29. Juni 1612 in Paris) war ein französischer Diplomat und Büchersammler.

## Leben und Werk
Der aus einer Hugenotten-Familie stammende Bongars kam 1564 nach Deutschland und besuchte in Heidelberg 1565 die Lateinschule. Es folgten philologische und theologische Studien 1566–1567 in Marburg, 1568 in Jena, und 1569–1571 in Strassburg, sodann juristische in Orléans, dann in Bourges. Eine Studienreise führte ihn 1585 mit einem Begleiter über Ungarn und Siebenbürgen nach Konstantinopel und hätte vielleicht Jerusalem zum Ziele gehabt; im gleichen Jahr trat Bongars als Sekretär des französischen Botschafters in Frankfurt in den diplomatischen Dienst ein. 1593 wurde er durch Heinrich IV. zum Geschäftsträger am englischen und dänischen Hof sowie an deutschen Höfen ernannt.
1581 erschien in Paris Bongars' textkritische Ausgabe von Justins Epitome der Historiae Philippicae des Pompeius Trogus. 1600 veröffentlichte er die Quellensammlung Rerum Hungaricum scriptores varii und 1611 Gesta Dei per Francos mit 20 chronikalen Texten zur Geschichte der Kreuzzüge.

## Die Bongarsische Bibliothek
Bongars trug als humanistischer Gelehrter eine wertvolle Bibliothek zusammen. So erwarb er 1604 einen großen Teil der berühmten Handschriftensammlung des Sammlers und Herausgebers Pierre Daniel (1530–1603) von Orléans, zusammen mit seinem Cousin Paul Pétau (1568–1614). Pierre Daniel hatte Teile der berühmten Klosterbibliothek der Benediktinerabtei Fleury (Saint-Benoît-sur-Loire bei Orléans) vor der plündernden hugenottischen Soldateska 1562 bei sich in Sicherheit gebracht. In Bongars' Anteil gelangten etwa 70 früh- und hochmittelalterliche Handschriften aus Fleury in seinen Besitz. Auch von Strassburg aus und auf seinen Reisen konnte er wertvolle mittelalterliche Handschriften erwerben. Seine Bibliothek vermachte Bongars testamentarisch seinem Patensohn Jakob Graviseth (1598–1658), Sohn seines Strassburger Freundes und Bankiers René Graviseth (1560–1633), der 1615 das Schloss und die Herrschaft Liebegg im damals bernischen Aargau kaufte. Jakob Graviseth erhielt 1624 nach seiner Heirat mit Salome von Erlach, Tochter des Berner Schultheißen Franz Ludwig von Erlach, das bernische Burgerrecht und vermachte im Gegenzug die Bongarsische Bibliothek 1631 der Stadt Bern.
Diese Bestände bilden heute die auf die Burgerbibliothek (über 500 Handschriften) und die Universitätsbibliothek (gegen 3000 Druckbände) aufgeteilte Sammlung Bongarsiana.